# Smok chiński

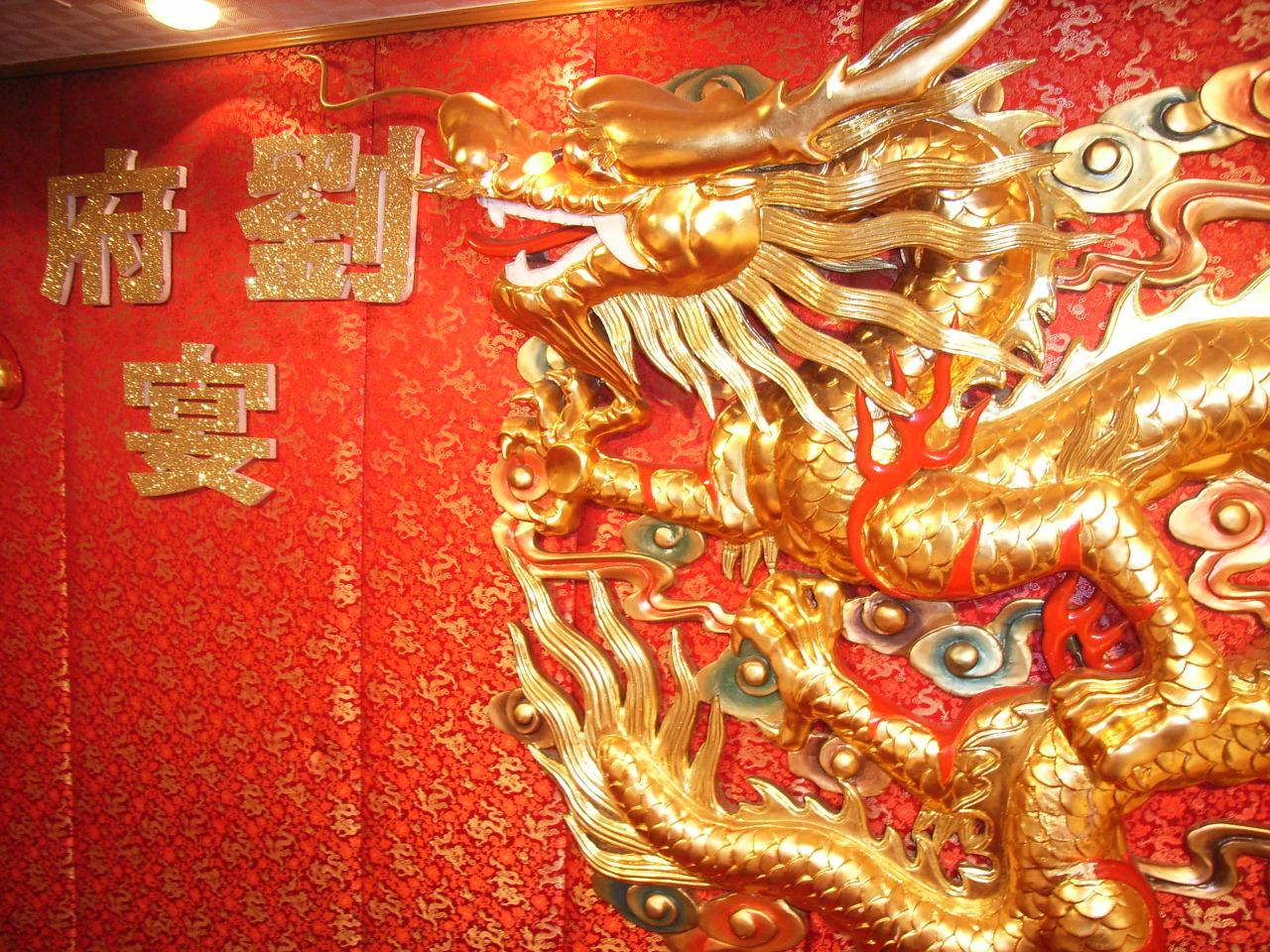
Smok chiński

Smok chiński (w języku kantońskim: Lùhng; jap.: ryū, lub tatsu 龍/竜; kor.: yong 용; taj.: mungkorn มังกรจีน; wiet.: rồng) – stwór z chińskiej mitologii, z której trafił do innych kultur Azji Wschodniej, czasami nazywany na Zachodzie „smokiem orientalnym”.
Zazwyczaj przedstawiany jako długie, wężopodobne stworzenie z wielkimi szponami, jest od dawna silnie zakorzenionym w folklorze i sztuce Chin symbolem mocy przynoszącej szczęście. Personifikuje też koncepcję yang, jego domeną jest pogoda, postrzegany jest jako władca deszczu i w ogóle wody. Wielu Chińczyków używa terminu „Potomkowie Smoka” jako swej identyfikacji etnicznej.
Smok jest niekiedy używany w kulturze Zachodu jako symbol narodowy Chin. Jednakże sami Chińczycy, zarówno z ChRL jak i Republiki Chińskiej na Tajwanie niezmiernie rzadko używają symbolu smoka w takim charakterze. Dzieje się tak z dwóch powodów.

Flaga chińska ze smokiem z czasów dynastii Qing.

Po pierwsze, smok był symbolem chińskiego cesarza i był przedstawiony na chińskiej fladze pod koniec panowania dynastii Qing. Te monarchistyczne powiązania są niezgodne z ideologiami współczesnej ChRL. Po drugie, smok ma budzić agresywne i wojenne skojarzenia, których rząd Chińskiej Republiki Ludowej stara się unikać. Z tego powodu w samych Chinach znacznie częściej w roli narodowego symbolu przedstawiana jest panda wielka, a nie smok.
Mimo to smok nadal budzi duży szacunek w chińskim kręgu kulturowym. Jest tabu prezentowanie karykatur smoków, na przykład kampania reklamowa firmy Nike, w której amerykański koszykarz LeBron James zabijał smoka (jak również bił starego mistrza Kung-fu), została natychmiast zakazana przez rząd ChRL, w związku z licznymi protestami z powodu braku szacunku dla smoka.
Wiele chińskich przysłów i idiomów odnosi się do smoka, na przykład powiedzenie „Pragnąć, by dziecko zostało smokiem” (望子成龍) odnosi się do rodziców, którzy mają wygórowane ambicje w stosunku do dzieci. „Smok” pojawia się również w azjatyckich pseudonimach gwiazd kina kung-fu, tj. Bruce Lee czy Jackie Chan.

## Kult smoka

### Pochodzenie

Znak „smok” w tzw. piśmie małopieczęciowym; obecnie jest zapisywany jako 龍 lub 龙, a jego transkrypcja w pinyinie to lóng.

Trwają spory na temat pochodzenia mitycznego chińskiego smoka, lecz wielu naukowców skłania się do opinii, że smok pełnił pierwotnie rolę totemu u różnych chińskich plemion. Inni naukowcy sugerują, że pierwsze rysunki smoków były stylizowanymi przedstawieniami istniejących zwierząt, węży, ryb lub krokodyli. Na przykład, na stanowisku archeologicznym Banpo chińskiej kultury Yangshao w prowincji Shaanxi znajduje się stylizowany rysunek wydłużonej, wężopodobnej ryby. Archeolodzy uważają, że „długa ryba” wyewoluowała później w rysunek chińskiego smoka. W pewnym stopniu może to potwierdzać jeden z chińskich mitów, wedle którego karp, który zdoła przeskoczyć nad legendarną „Smoczą Bramą” może zamienić się w smoka. Licznym wodospadom i kataraktom w Chinach przypisywano rolę „Smoczej Bramy”. Ta legenda spełnia rolę alegorii, mającej uświadamiać ludziom jaki wysiłek trzeba włożyć, by pokonać przeszkody na swej drodze i osiągnąć sukces.
W innej koncepcji, promowanej przez He Xin, wczesne rysunki smoków przedstawiały krokodyle z gatunku Crocodilus porosis. Krokodyle są znane ze swej zdolności do wyczuwania zmian ciśnienia atmosferycznego i przeczuwania nadchodzącego deszczu. To mogłoby tłumaczyć mityczną władzę smoków nad pogodą, zwłaszcza deszczami. Na dodatek znany jest kult krokodyli u starożytnych cywilizacji Babilończyków, Hindusów i Majów. Powiązanie smoka z krokodylem wspiera też spojrzenie na czasy starożytne, w których ogromne krokodyle mogły być uważane za gatunek smoków. Na przykład w „Historii o Zhou Chu” traktującej o losach żyjącego w czasach dynastii Jin wojownika, mówi on o zabiciu smoka, panującego nad wodami wokół jego wioski, który wydaje się być krokodylem.
Jeszcze inne wyjaśnienie głosi, że wizerunek chińskiego smoka powstał z połączenia totemów różnych plemion, jako następstwo połączenia się tychże plemion. Niektórzy naukowcy na poparcie tej tezy wysuwają argument, iż pierwszy legendarny władca Chin, Huang Di (Żółty Cesarz) używał wizerunku węża jako swego godła. Za każdym razem, gdy podbijał jakieś plemię, dołączał jego symbol do własnego. Ta koncepcja wyjaśnia, dlaczego smok chiński wydaje się być kombinacją różnych zwierząt.
Brak jest widocznych związków między chińskimi i zachodnimi legendami o smokach.

### Chiński smok jako stworzenie mityczne

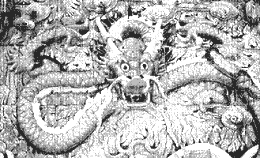

Z pierwotnego pochodzenia jako stylizowane zwierzę przedstawiane na totemach, chiński smok wyewoluował do roli mitycznego zwierzęcia. W czasach dynastii Han wyobrażenie smoka przedstawiano jako mającego ciało węża, łuski i ogon ryby, rogi wołu, twarz wielbłąda, dwie pary orlich szponów, uszy byka, stopy tygrysa i oczy demona. Miał też płonącą perłę pod swoją brodą. Chińskie smoki były niekiedy przedstawiane ze skrzydłami podobnymi do skrzydeł nietoperza wyrastającymi z przodu ich ramion, przeważnie jednak nie miały skrzydeł.
Powyższy opis odnosi się do przedstawień chińskiego smoka od tamtej epoki aż po współczesność. Smok miał też być obdarzony dużym zakresem nadnaturalnych mocy. Powiada się, że potrafi on ukazać się ludziom w postaci jedwabnika, lub powiększyć się tak, by przysłonić całe niebo. Może latać wśród chmur lub ukrywać się w wodzie (według Guanzi). Może tworzyć chmury, zamieniać wodę w ogień, stawać się niewidzialnym lub przeciwnie – jaśnieć w ciemnościach (według Shuowen Jiezi).

### Chiński smok jako władca pogody i deszczu
W ludowych wierzeniach chińskich smoki są silnie związane z wodą. Są uważane za zdolne do władania formami wodnymi, takimi jak wodospady, rzeki czy morza, a nawet do ich przenoszenia. Mogą ukazywać się jako wiry wodne lub tornada. W swej roli władcy wód smok przybiera formę bardziej antropomorficzną, często jest przedstawiany jako człowiekopodobny, odziany w królewskie szaty, lecz z głową smoka ozdobioną insygniami królewskimi.
Taka figura Króla Smoków znajduje się w pawilonie na wyspie w nowym Pałacu Letnim w Pekinie. Cesarzowa-regentka Cixi, udawała się do niej w czasie suszy, żeby prosić smoka o pomoc dla chińskiego ludu.
W mitach chińskich występuje czterech Smoczych Króli, reprezentujących cztery morza: „Morze Wschodnie” (Morze Wschodniochińskie), „Morze Południowe” (Morze Południowochińskie), „Morze Zachodnie” (utożsamiane z Oceanem Indyjskim) i „Morze Północne” (być może chodzi o jezioro Bajkał).
Z powodu powiązań smoków chińskich z wodą, przypisuje się im udział w fenomenach pogodowych, jak oberwania chmury, gradobicia czy tornada. W dawniejszych czasach wielu chińskich wieśniaków (zwłaszcza mieszkających nieopodal rzek i mórz) miało miejsca kultu poświęcone lokalnemu „smoczemu królowi”. W okresie suszy bądź powodzi było w gestii miejscowej starszyzny oraz władz administracyjnych dobranie odpowiednich ofiar i rytuałów, mających przebłagać smoka, lub uprosić go o sprowadzenie deszczu lub jego przerwanie.
Scena zanoszenia przez lud modłów o deszcz do Władcy Smoków znalazła się w zakończeniu słynnego filmu Żółta ziemia w reż. Chen Kaige. Obraz ten jest uważany za jeden z pierwszych i najważniejszych filmów tzw. piątej generacji, a sama scena symbolizuje odwrócenie się narodu od ideologii partii komunistycznej i powrót do tradycji po 1979 r.
Smok, jako władca akwenu albo rzeki pojawia się często w chińskich nazwach geograficznych, na przykład Amur nazywa się po chińsku Rzeką Czarnego Smoka (Heilongjiang).
Król Wuyue w czasach Pięciu Dynastii i Dziesięciu Królestw często był nazywany „Smoczym Królem” lub „Smoczym Królem Mórz” z powodu jego prac inżynierskich które „powstrzymywały morza”.

### Smok jako symbol autorytetu monarchy
Pod koniec swego panowania legendarny władca Huang Di ogłosił, iż zdobył nieśmiertelność jako smok uwieczniony na jego emblemacie, i panujący w niebie. Odkąd Chińczycy zaczęli uważać Huang Di za swego protoplastę, czasami nazywali samych siebie „potomkami smoka”. Legenda ta wkrótce znalazła odbicie w używaniu chińskiego smoka jako symbolu siły Imperium Chińskiego.
Smok chiński, a zwłaszcza żółte lub złote smoki z pięcioma pazurami na każdej stopie, były symbolami władców wielu chińskich dynastii. Tron cesarski nazywany był „Smoczym tronem”. W czasach późnej dynastii Qing, smok został nawet umieszczony na chińskiej fladze narodowej. Założenie ubioru z wizerunkiem smoka dawało spore przywileje towarzyskie. Smoki są przedstawione również na płaskorzeźbach w pałacach cesarskich i na trumnach cesarzy, tak jak w pekińskim Zakazanym Mieście.
W niektórych chińskich legendach jest mowa o tym, iż cesarz narodził się ze znamieniem o kształcie smoka. Jedna z legend opowiada o chłopie, który urodził się ze znamieniem smoka i mógł obalić rządzącą dynastię i ustanowić własną, inna z kolei mówi o chińskim księciu, który ukrywając się wśród wrogów został przez nich rozpoznany po smoczym znamieniu.
Cesarstwo Chin często też utożsamiane jest z chińskim feniksem.

### Współczesne wierzenia o smoku chińskim
Współczesne wierzenia o chińskim smoku pojawiają się bardzo sporadycznie. Wydaje się wielką rzadkością, by ktokolwiek przyznawał się do widzenia rzeczywistego smoka. Kult smoka jako władcy pogody i deszczu nadal występuje na wielu obszarach i jest głęboko związany z chińskimi tradycjami, takimi jak obchody święta Chińskiego Nowego Roku.

## Przedstawienia smoków

### Przedstawienia neolityczne
Rysunki smoków lub stworzeń smokopodobnych często były znajdowane na pochodzących z tego okresu stanowiskach archeologicznych w całych Chinach. Najwcześniejsze rysunki smoków należą do kultury Xinglongwa. Stanowisko kultury Yangshao w Xi’an zawiera naczynia gliniane zdobione ornamentami z motywem smoka. Odkryto też podobne, należące do kultury Liangzhu. Wykopaliska z kultury Hongshan (obecnie: Mongolia Wewnętrzna) obejmują też Żady, amulety z wizerunkami „smokoświń” – smoków o świńskiej głowie.
Jednym z wczesnych przedstawień były właśnie „smokoświnie”. To zawinięte, o wydłużonym ciele stworzenie, o głowie przypominającej głowę dzika. Znak oznaczający we wczesnym piśmie chińskim smoka jest podobnie zawinięty, jak smocze amulety z okresu Shang.

### Smocze palce
Chińskie lub tybetańskie smoki mają po pięć palców na każdej stopie, koreańskie smoki i indonezyjskie mają po cztery a japońskie po trzy. By wyjaśnić ten fenomen, chińska legenda głosi, że pierwotnie wszystkie smoki pochodziły z Chin, a po ich opuszczeniu gubiły palce, tym więcej, im bardziej oddalały się od ojczyzny. Z tego powodu smoki mogą istnieć jedynie w Chinach, Korei, Indonezji i Japonii, ponieważ gdyby chciały zapuścić się jeszcze dalej, zabrakłoby im palców. Japońska legenda, powstała później, jest dokładnie odwrotna. Głosi ona, że smoki pochodzą z Japonii, a w miarę oddalania się od niej przybywa im palców. Nie mogą więc podróżować dalej niż poza wymienione już kraje, gdyż następne palce nie miałyby już im gdzie wyrosnąć. Obydwie te legendy są odrzucane w Korei i Indonezji.
Inna interpretacja: zgodnie z niektórymi źródłami, w tym oficjalnymi dokumentami historycznymi, zwykły chiński smok miał cztery palce, a tylko cesarski miał ich pięć. Było też wielkim przywilejem, zarezerwowanym jedynie dla cesarza, jego rodziny, i nielicznych oficjeli państwowych używanie wizerunku pięciopalczastego smoka. W źródłach koreańskich cesarski smok z pałacu Gyeongbok miał siedem szponów, co mogłoby świadczyć o jego przewadze nad smokiem chińskim, wizerunek ten był ukryty w krokwiach pałacu w takim miejscu, że nawet ci, którzy znali miejsce jego umieszczenia nie mogli go zobaczyć. Sugeruje to, że choć starożytni Koreańczycy uważali się za lepszych od Chińczyków, zdawali sobie sprawę z potęgi Chin i nie chcieli z nimi zadzierać.
Przedstawienia smoka z czasów dynastii Han mają 3 szpony, co wyjaśniałoby jak trójpalczaste smoki przybyły do Japonii w okresie przed panowaniem chińskiej dynastii Tang.

## Rodzaje smoków
Smoki doczekały się wielu wyobrażeń w chińskiej sztuce i literaturze, ale nie ma ustalonej liczby „rodzajów” smoków lub ich potomstwa. Stosunkowo często pojawia się liczba dziewięć, która jednak w dawnym języku chińskim symbolizowała raczej „wiele” niż konkretną liczbę. Dopiero później zaczęto pojmować ją bardziej dosłownie i tworzyć dziewięć kategorii smoków lub ich potomstwa. Mówi się także o 10 typach smoków chińskich, z których każdy miał swoją rolę w mitologicznym kosmosie. Wśród często pojawiających się rodzajów smoków można wyróżnić:
- Dilong (地龍), Ziemski Smok - rządził rzekami i strumieniami[4]
- Jiaolong (蛟龍) lub Jiao (蛟), Wodny Smok - bezrogi albo łuskowaty smok, władca morskich zwierząt[4]
- Tianlong (天龍), Niebiański Smok - miał chronić niebiosa i pałace bóstw niebiańskich[4]
- Shenlong (神龍), Duchowy Smok - odpowiedzialny za ilość deszczu i wiatru w każdym miejscu na ziemi; czczony 15 dnia każdego miesiąca[4]
- Yinglong (應龍), Skrzydlaty Smok - utożsamiany z deszczami i powodziami; wspomógł Żółtego Cesarza w bitwie z Chiyou[4]
- Smoczy Król (龍王) - potężne bóstwa mające postać smoków, władające morzami i sprowadzające deszcz[4]

## Odniesienia kulturowe

### Cyfra dziewięć

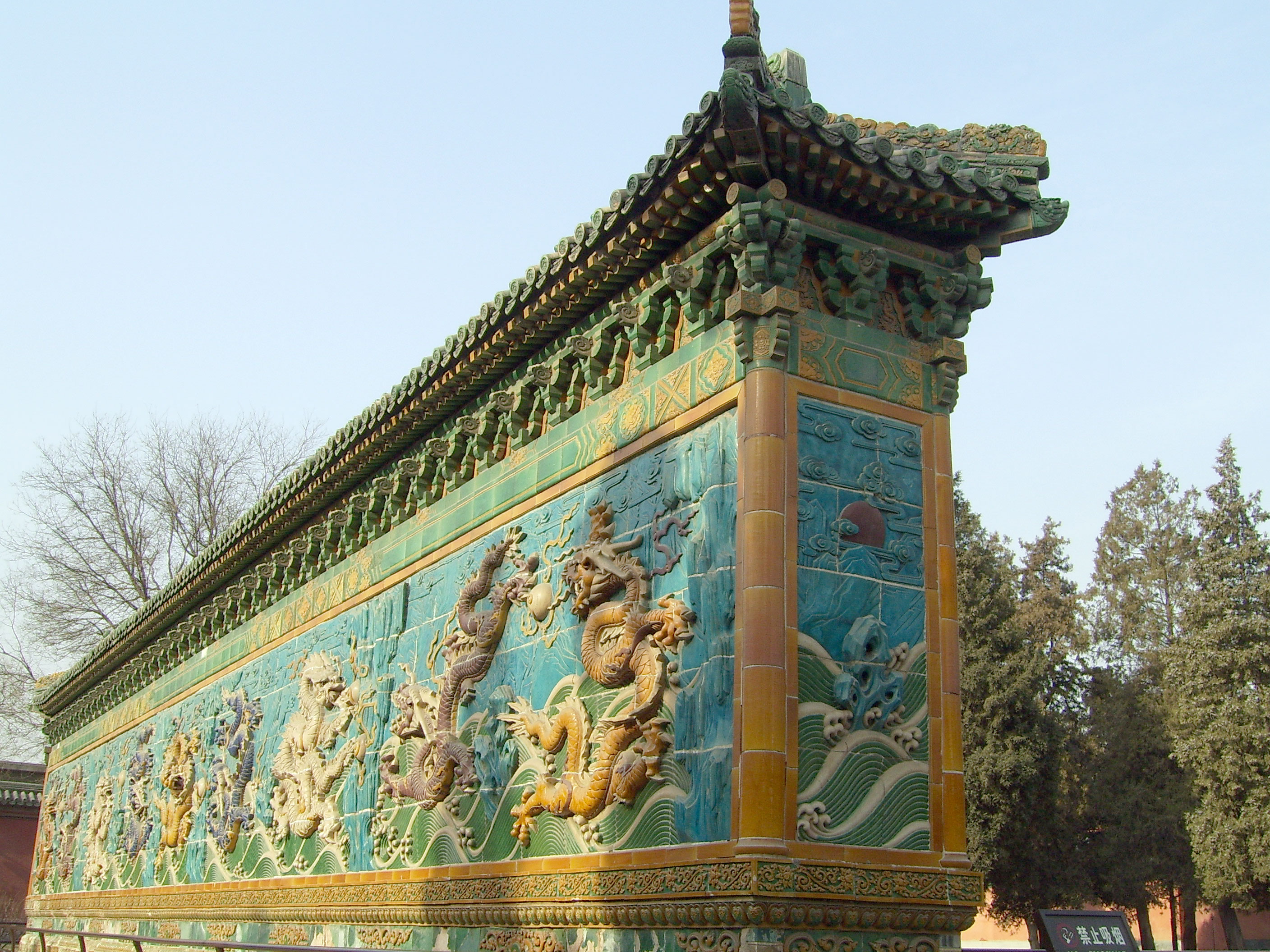
Ściana Dziewięciu Smoków

Cyfra dziewięć jest uważana w Chinach za szczęśliwą, symbolizuje doskonałość oraz yang. Jako taka jest często łączona z chińskim smokiem. Na przykład, chiński smok opisywany jest najczęściej przez dziewięć atrybutów i zazwyczaj w 117 rozmiarach – 81 (9x9) męskich i 36 (9x4) żeńskich.
Wyjaśnia to również, dlaczego znanych jest dziewięć form smoków oraz czemu smoki mają dziewięciu synów (zobacz: tradycyjne rysunki powyżej). „Ściana Dziewięciu Smoków” to ściana z malunkami lub rzeźbami dziewięciu różnych smoków, umieszczana w cesarskich pałacach i ogrodach. Dziewięć uważa się też za liczbę cesarza, tylko nieliczni dostojnicy mogą przywdziewać odzież z takim motywem, a i to pod warunkiem, że nie będzie noszona na wierzchu. Mniejszej rangi dygnitarze mogli prezentować na ubiorze osiem lub pięć smoków, również szczelne zakrytych wierzchnim odzieniem. Nawet cesarz nie prezentował publicznie odzieży z wizerunkiem dziewięciu smoków, również on był zobowiązany szczelnie ją zakrywać.
Kilka miejsc w Chinach nosi nazwę „Dziewięć smoków”, najsłynniejsze z nich to Kowloon w Hongkongu. Odcinek rzeki Mekong w Wietnamie jest znany jako Cửu Long, co oznacza „Dziewięć smoków”.

### Zodiak chiński
Smok jest jednym z dwunastu zwierząt chińskiego Zodiaku, używanego do oznaczania lat w kalendarzu chińskim. Sądzi się, że każde zwierzę z tego zodiaku jest związane z innym typem osobowości.

### Strony nieba
Zielony Smok Qing Long – 青龍 jest jednym z czterech strażników nieba i reprezentuje Wschód, pozostałe trzy to Zhu Que – 朱雀 (czerwony Feniks), Bai Hu – 白虎 (biały tygrys) oraz Xuan Wu – 玄武 (czarne, żółwiopodobne stworzenie). W tym kontekście, smok jest związany z żywiołem Drzewa (jednym z pięciu chińskich żywiołów, wykorzystywanych m.in. w Feng shui).

### Wyścigi smoczych łodzi
Wyścigi smoczych łodzi są ważną częścią uroczystych świąt, zwłaszcza święta Duanwujie. Zazwyczaj używa się do nich łodzi wiosłowych z załogą do 12 wioślarzy, łodzie mają wyrzeźbione na dziobach smoki. Wyścigi smoczych łodzi są też ważną częścią obchodów chińskich świąt poza Chinami, na przykład święta Chińskiego Nowego Roku.

### Taniec smoka
Przy sprzyjających okolicznościach, na przykład przy święcie Chińskiego Nowego Roku czy otwieraniu sklepów lub rezydencji, częścią festynu stają się też tańce z kukłami smoków. Są one „naturalnych rozmiarów” zbudowanymi z drewna i ubrań kukłami poruszanymi przez zespół ludzi, noszących smoka przy użyciu drewnianych tyczek. Tworzą oni choreografię widowiska do akompaniamentu bębnów i muzyki.

### Smoki i Tygrysy
Tygrysy mają w smokach odwiecznych wrogów, wiele różnych dzieł sztuki chińskiej przedstawia sceny walki tygrysa ze smokiem. Istnieje też chiński idiom, opisujący równorzędnych przeciwników (współcześnie używany w sporcie): „Smok przeciw tygrysowi”. W chińskich sztukach walki „Styl smoka” jest stylem opartym bardziej na technice, podczas gdy „Styl tygrysa” na surowej sile. 

## Chiński smok w kulturze
- W klasycznej powieści chińskiej Wędrówka na Zachód (西遊記 Xīyóujì) syn Smoczego Króla zmuszony jest służyć podróżnikom jako wierzchowiec, jest to kara za naruszenie przez niego etykiety podczas przyjęcia w niebiańskim dworze.
- W innej klasycznej powieści Fengshen Yanyi (封神演義 Fēngshén yǎnyì) i innych opowieściach, Nezha, bóstwo w postaci chłopca, pokonuje Smoczych Króli i poskramia morza.

Ostatnio chińskie smoki pojawiły się jako motyw w japońskiej mandze i anime, m.in. Dragon Ball oraz Dragon Ball Z, które stały się popularne w całej Azji.
Chińskim smokiem astronomowie nazwali mgławicę NGC 6559 w gwiazdozbiorze Strzelca.

## Drakantropia
Chiński mit o zdolności smoków do przyjęcia ludzkiej postaci (drakantropia) przyjął się także w innych kulturach. Na przykład w Spirited Away: W krainie bogów, anime Hayao Miyazakiego, pojawia się postać chłopca-smoka imieniem Haku, który jest smokiem nieistniejącej w czasie akcji filmu rzeki (smoki na Dalekim Wschodzie ucieleśniają rzeki, jeziora, morza i chmury) i przy różnych okazjach przybiera postać białego, latającego smoka z długimi wąsami.
Borch Trzy Kawki, bohater opowiadania Granica możliwości Andrzeja Sapkowskiego, to ukrywający się wśród ludzi pod postacią rycerza złoty smok, obrońca innych smoków.